# Presidente do México
O Presidente dos Estados Unidos Mexicanos é o chefe de Estado e de governo dos Estados Unidos Mexicanos, além de Comandante supremo das Forças Armadas. O México segue o sistema presidencialista e, portanto, o presidente tem o poder de apontar seus secretários que o auxiliarão no governo. O presidente é considerado herdeiro do legado deixado pela Revolução Mexicana que depôs Porfirio Díaz.

## Eleição
Desde 1934, as eleições presidenciais ocorrem a cada seis anos, sendo completamente democráticas desde 1994. O presidente é eleito por sufrágio universal e direto para o mandato de seis anos conhecido popularmente como sexênio. Qualquer um dos candidatos que vencer uma simples pluralidade do voto nacional já é considerado eleito; tendo sido assim nas eleições de Carlos Salinas, Ernesto Zedillo, Vicente Fox, e Felipe Calderón. Desde a queda de Porfirio Díaz até 1929, o México não teve um sistema eleitoral democrático. Isto só se concretizou com a formação do Partido Revolucionário Institucional. Até 1988, o PRI instituiu um país unipartidário.

## Exigências
De acordo com o Artigo nº 82 da Constituição mexicana, para se candidatar a Presidente o indivíduo necessita, entre outros:
- Ser cidadão mexicano por nascimento e gozando de seus plenos direitos, filho de pai ou mãe mexicanos e residir no México nos últimos 20 anos;
- Ter 35 (trinta e cinco) anos cumpridos à altura das eleições;
- Ter residido no país no mínimo 1 ano antes do dia das eleições;
- Não pertencer ao clero nem ser ministro de culto;
- Não ocupar cargo público à época das eleições.

## Palácios presidenciais
- Los Pinos: Foi a residência oficial do presidente de 1935 a 2018, situada no centro do Bosque de Chapultepec, Cidade do México. Tornou-se a residência presidencial quando Lázaro Cárdenas recusou-se a residir no Castelo de Chapultepec, transformando este em sede do Museu Nacional de História.
- Palácio Nacional: É a sede do poder executivo e abriga as principais cerimônias oficias envolvendo o presidente. Foi durante o período do México colonial, a residência dos vice-reis.

## Ex-presidentes
O México possui seis ex-presidentes vivos. Os ex-presidentes permanecem com o tratamento de "Presidente" antes do primeiro nome e recebem uma pensão do Estado, sendo que podem a recusar. O único remanescente do governo de um ex-presidente é sua segurança, realizada pelo Estado Mayor Presidencial. 
| Presidente                  | Mandato                                        | Data de Nascimento     |
| --------------------------- | ---------------------------------------------- | ---------------------- |
| Carlos Salinas de Gortari   | 1 de dezembro de 1988 – 30 de novembro de 1994 | 3 de abril de 1948     |
| Ernesto Zedillo             | 1 de dezembro de 1994 – 30 de novembro de 2000 | 27 de dezembro de 1951 |
| Vicente Fox                 | 1 de dezembro de 2000 – 30 de novembro de 2006 | 2 de julho de 1942     |
| Felipe Calderón             | 1 de dezembro de 2006 – 30 de novembro de 2012 | 18 de agosto de 1962   |
| Enrique Peña Nieto          | 1 de dezembro de 2012 – 30 de novembro de 2018 | 20 de julho de 1966    |
| Andrés Manuel López Obrador | 1 de dezembro de 2018 – 1 de outubro de 2024   | 13 de novembro de 1953 |

## Presidentes
Lista de presidentes do México que ocuparam o cargo durante ou após a promulgação da atual Constituição Mexicana, estabelecida em 1917.

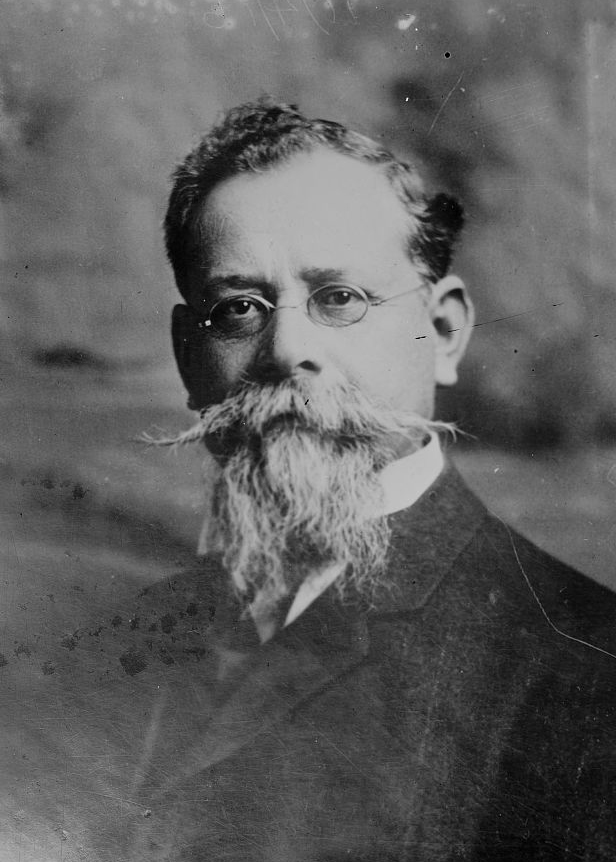
Venustiano Carranza (1915-1920)
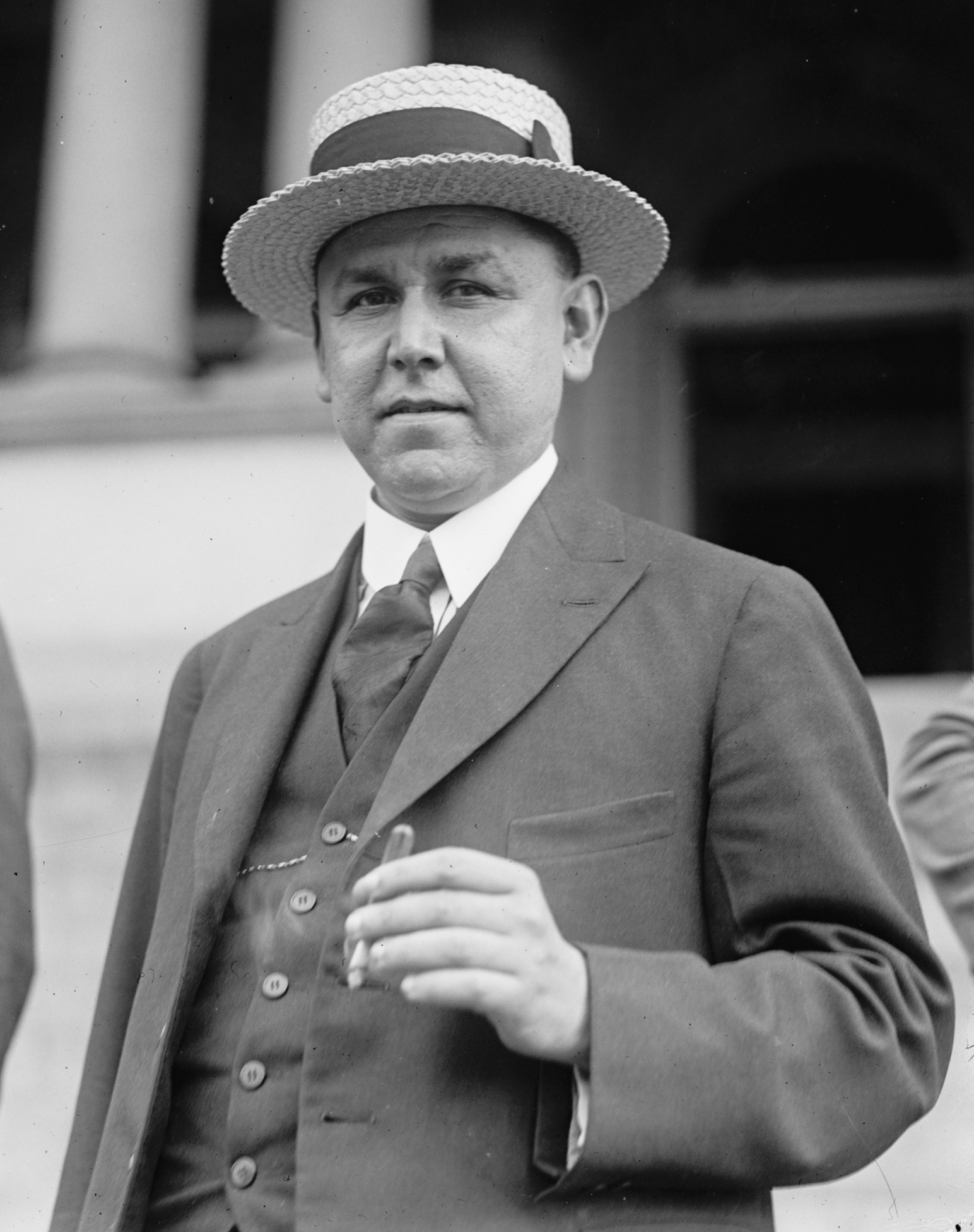
Adolfo de la Huerta (1920-1920)
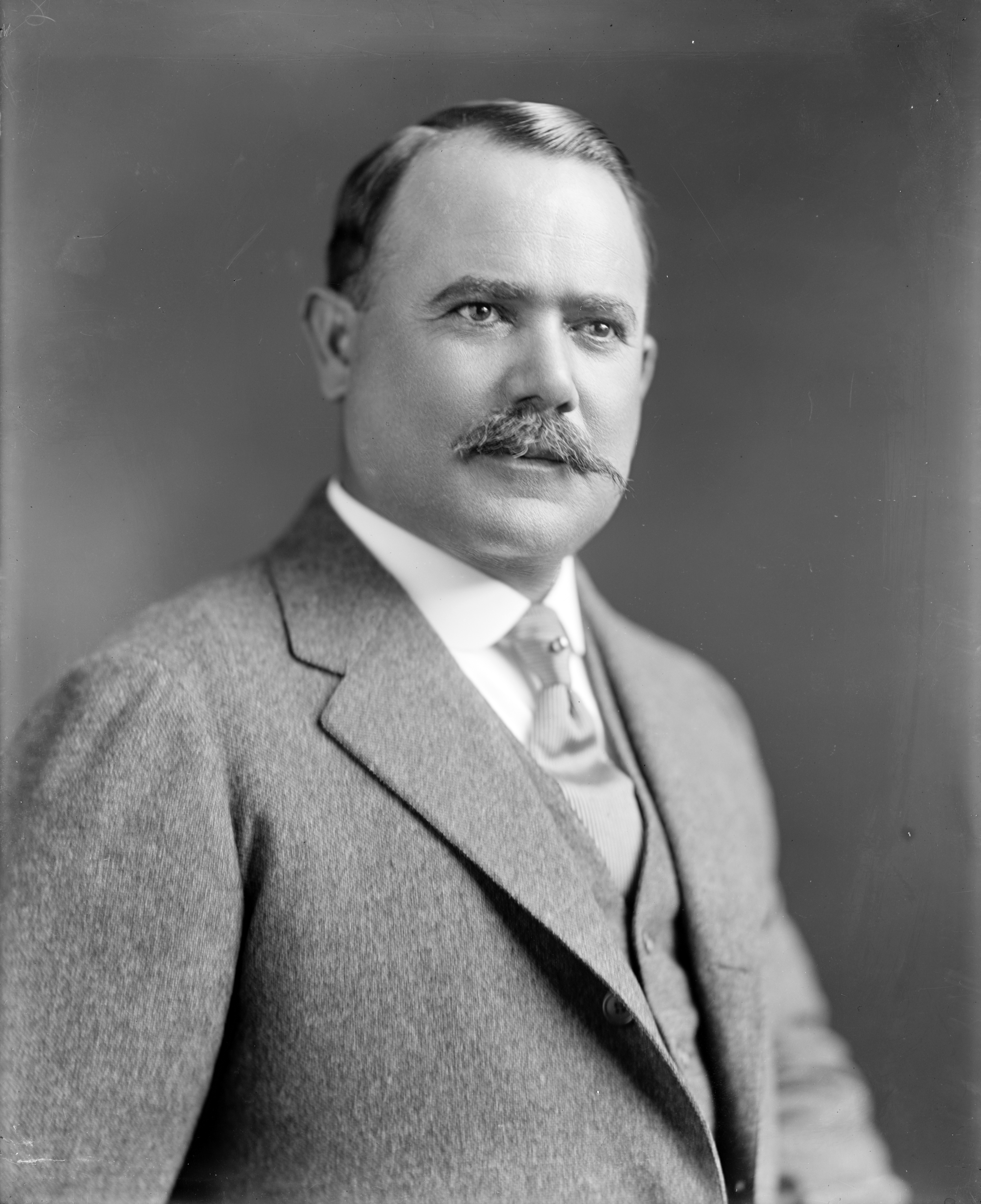
Álvaro Obregón (1920-1924)
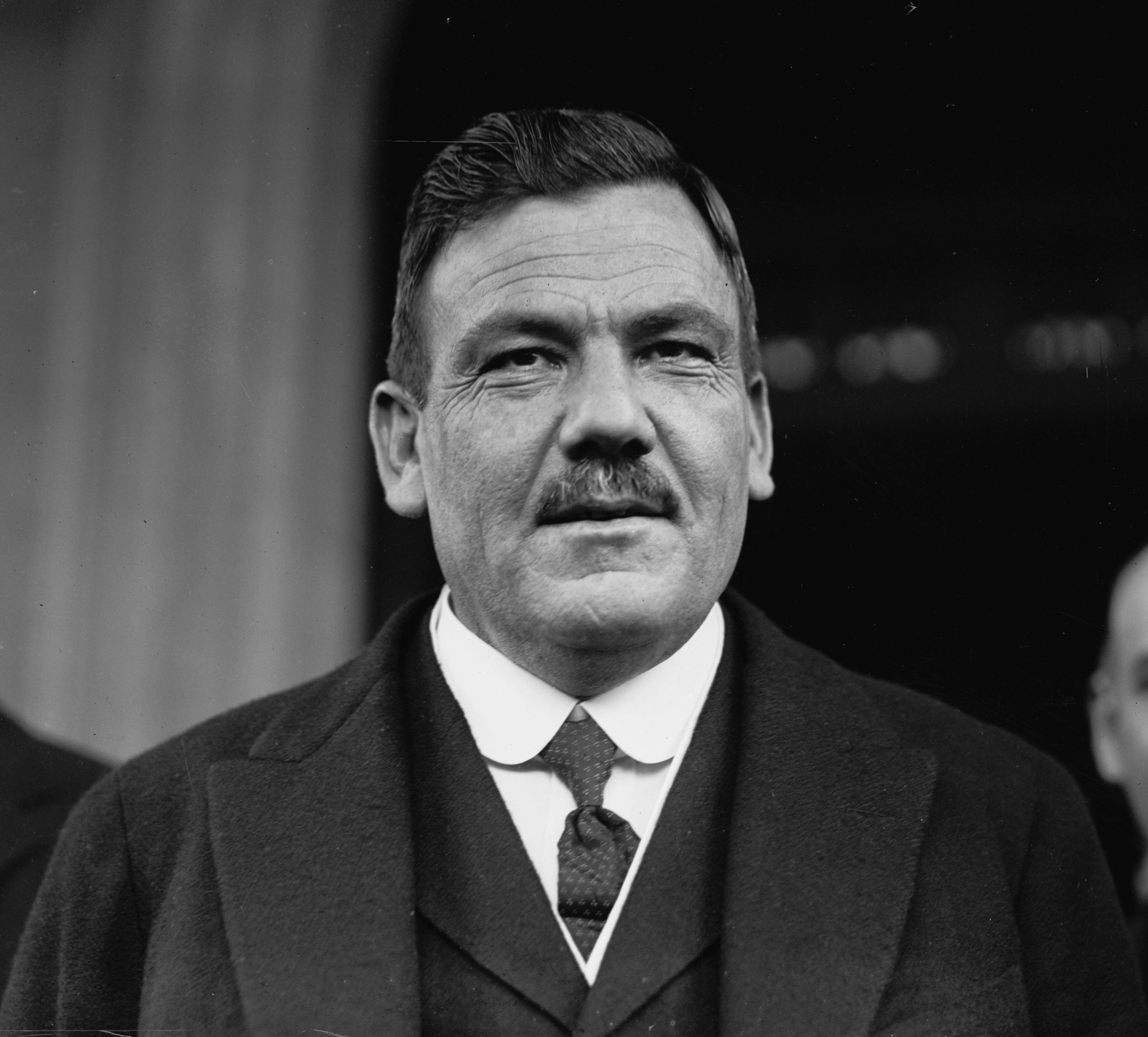
Plutarco Elías Calles (1924-1928)
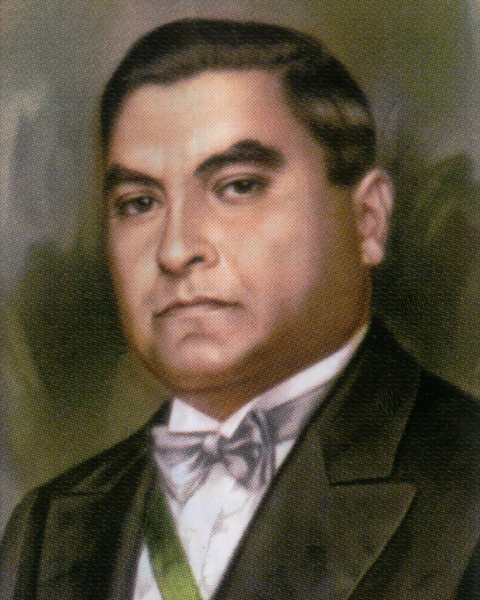
Emilio Portes Gil (1928-1930)
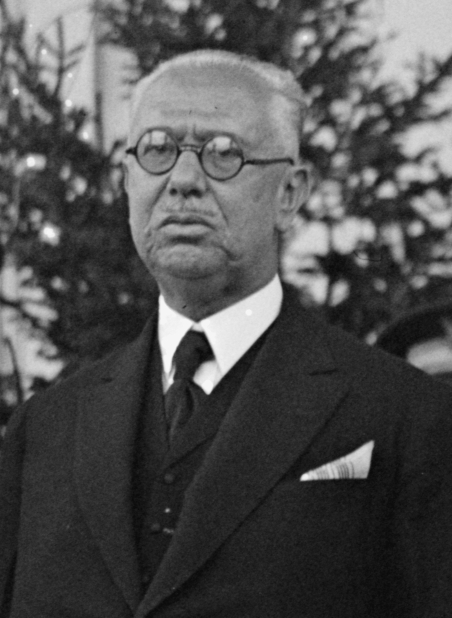
Pascual Ortiz Rubio (1930-1932)
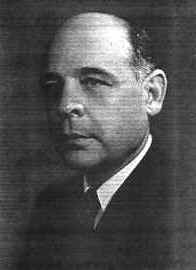
Abelardo L. Rodríguez (1932-1934)
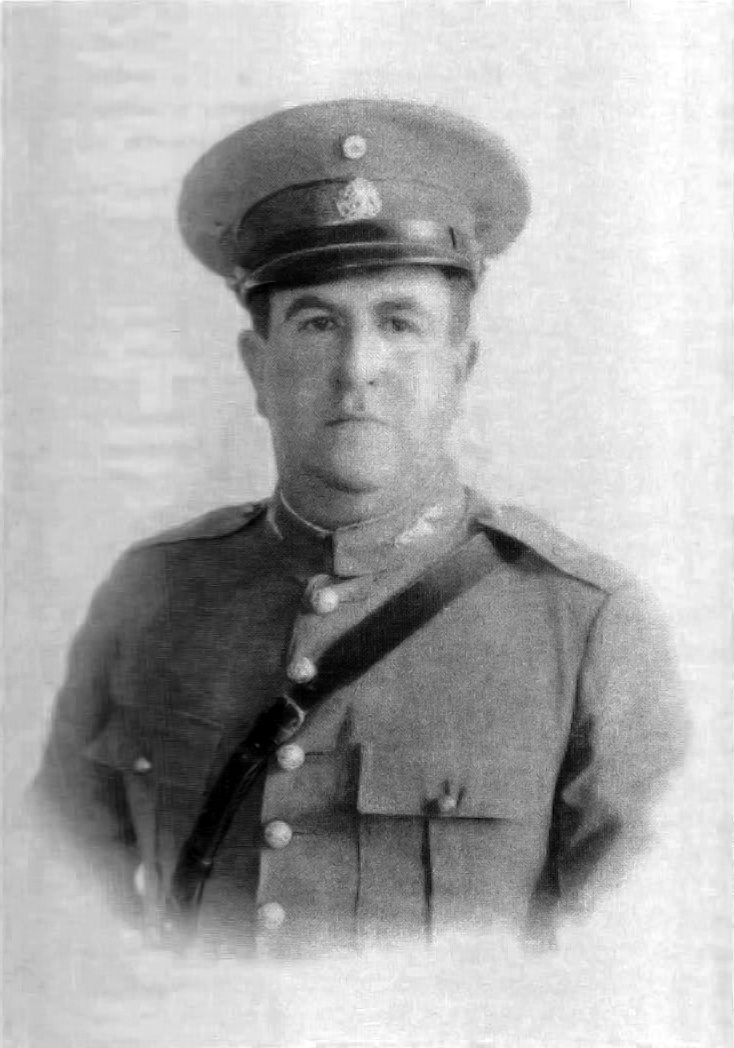
Manuel Ávila Camacho (1940-1946)
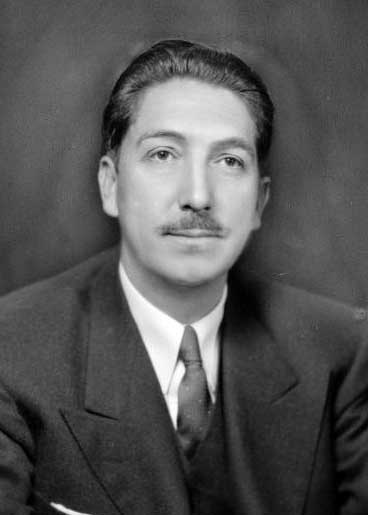
Miguel Alemán Valdés (1946-1952)
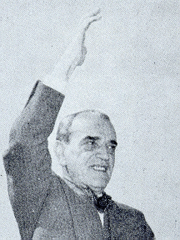
Adolfo Ruiz Cortines (1952-1958)
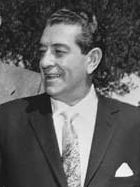
Adolfo López Mateos (1958-1964)
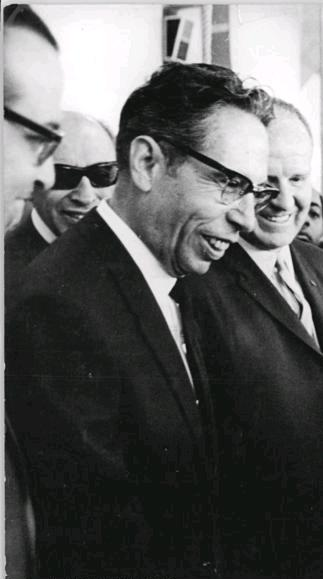
Gustavo Díaz Ordaz (1964-1970)
Luis Echeverría (1970-1976)
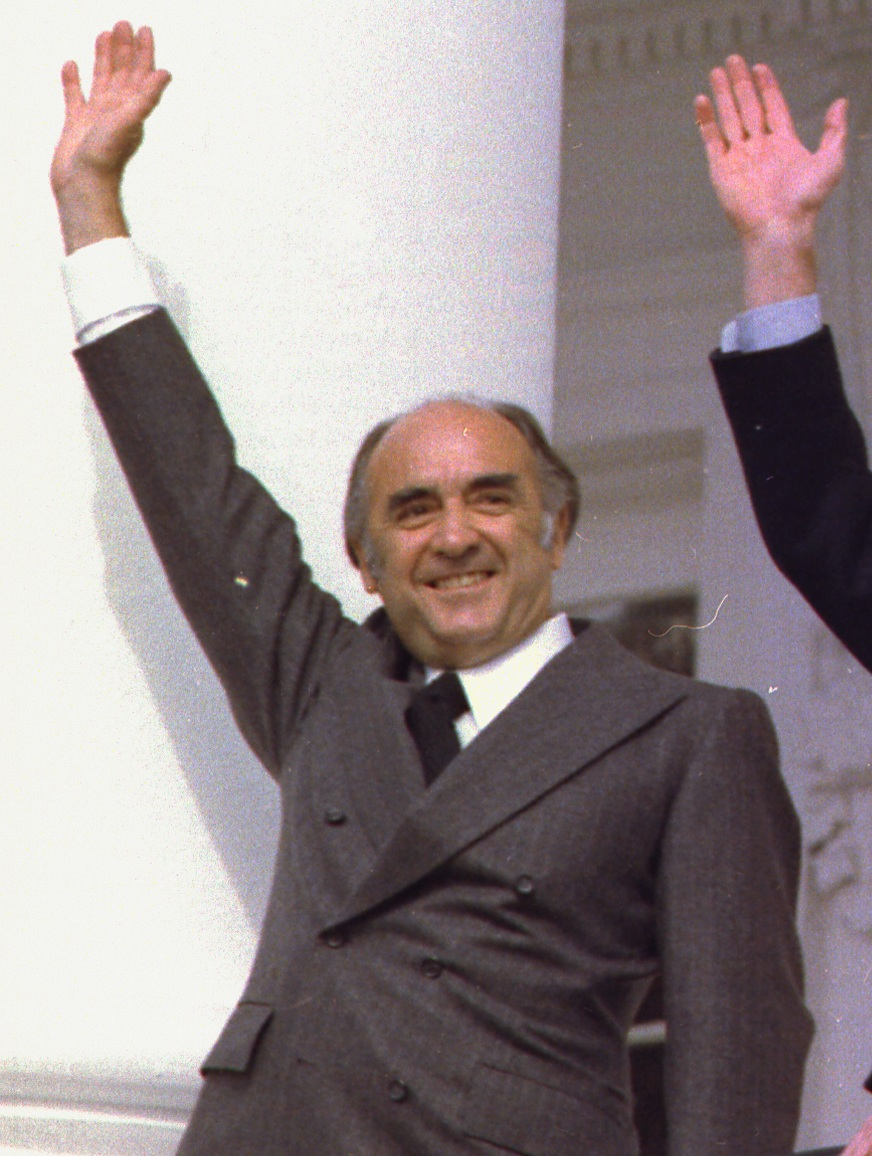
José López Portillo (1976-1982)
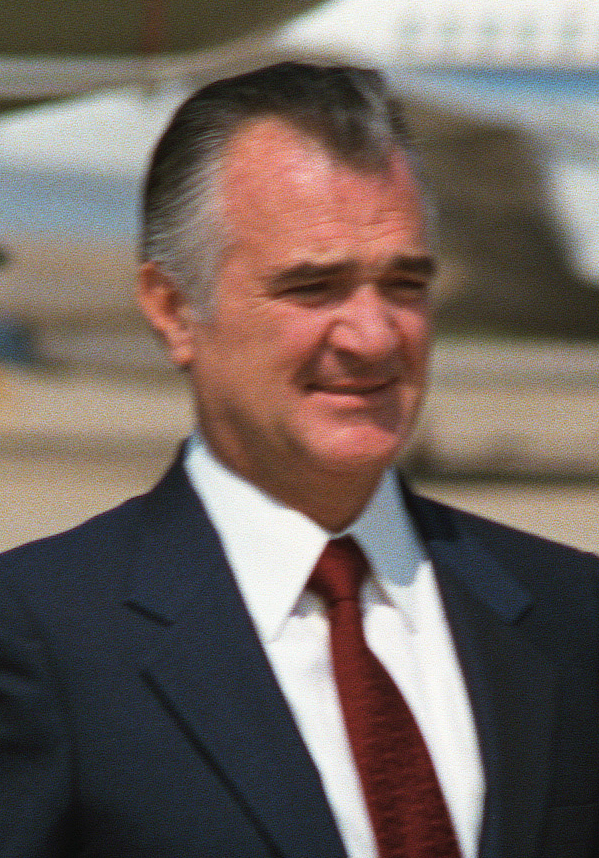
Miguel de la Madrid (1982-1988)
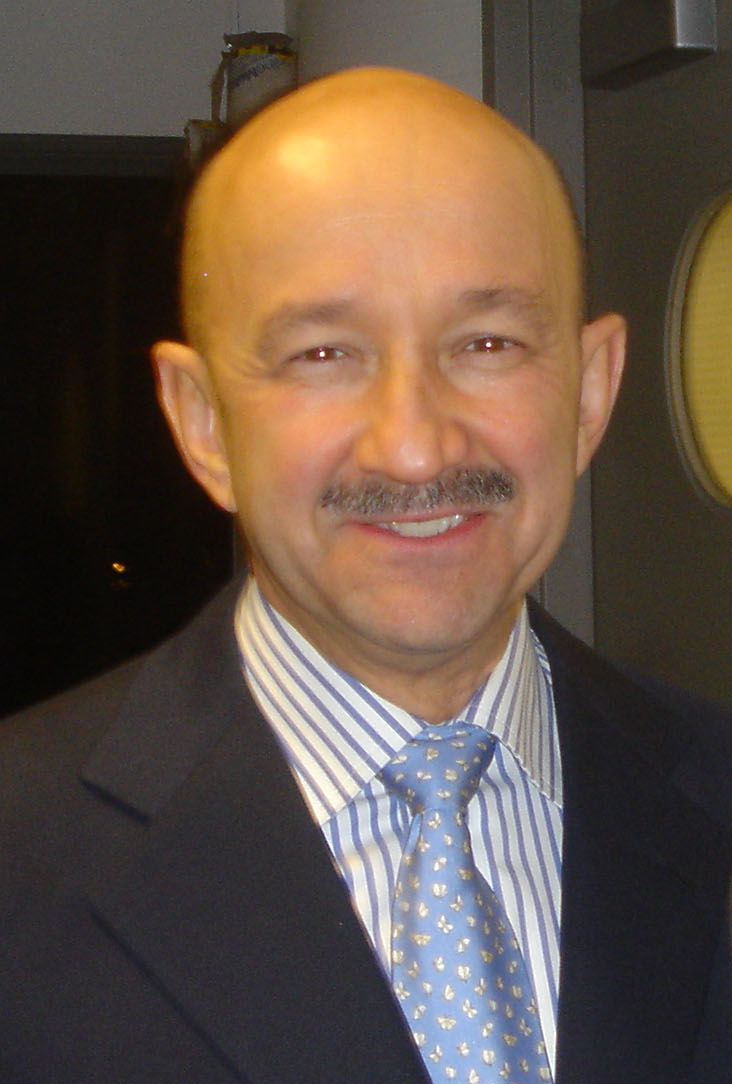
Carlos Salinas de Gortari (1988-1994)
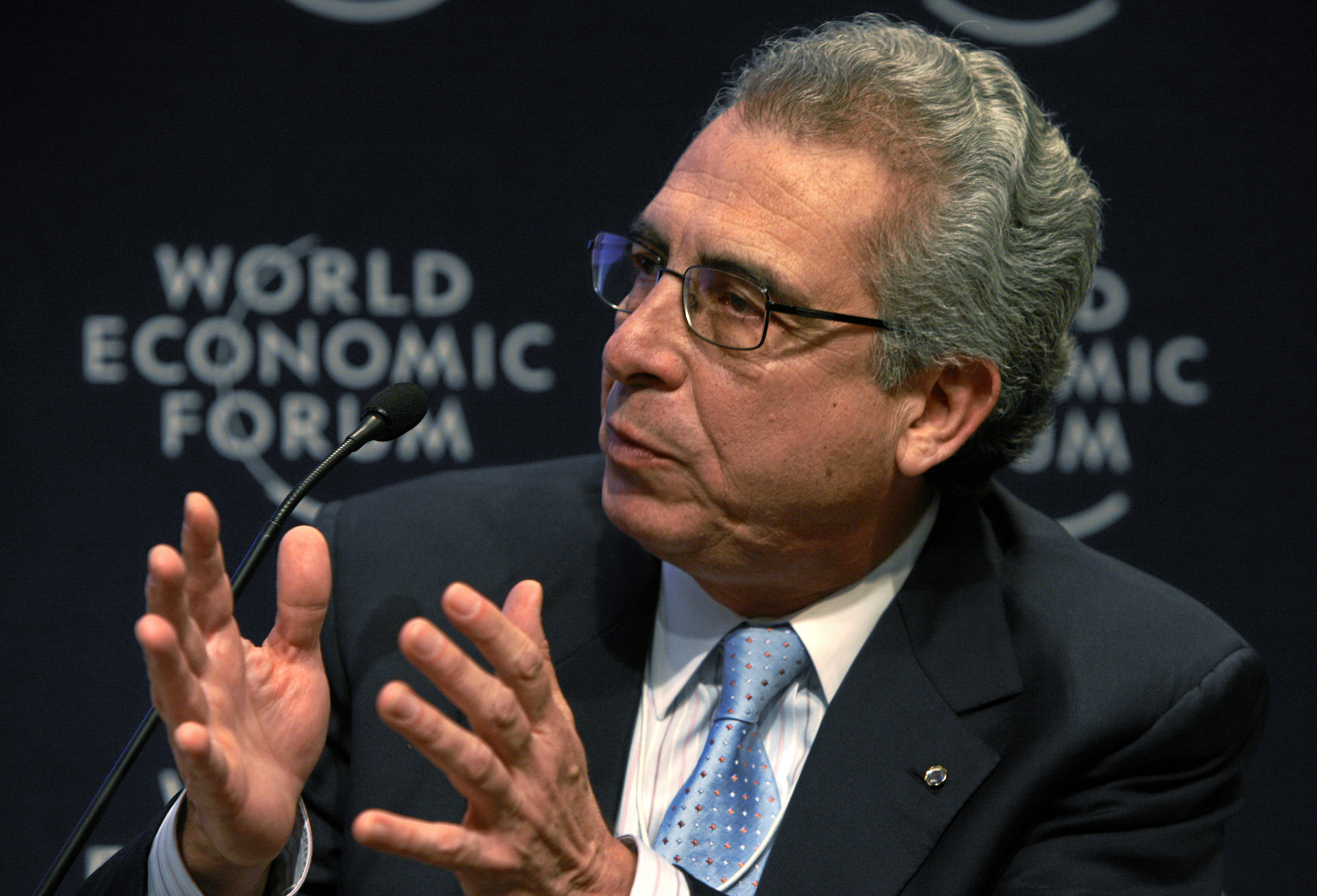
Ernesto Z. P. de León (1994-2000)
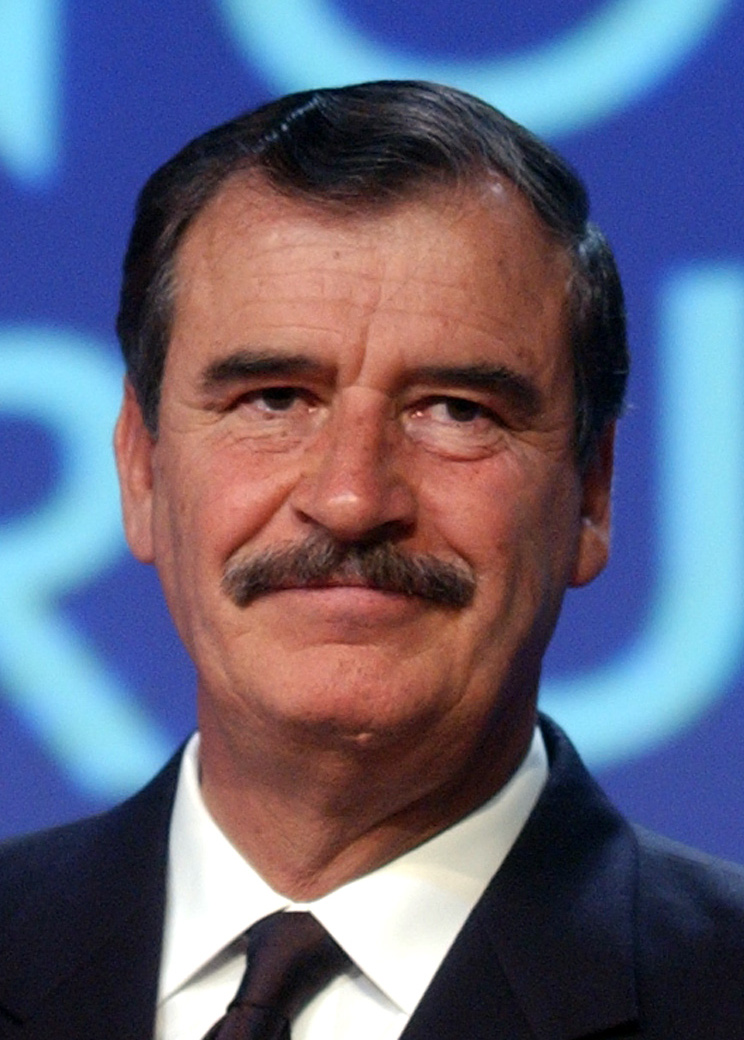
Vicente Fox (2000-2006)
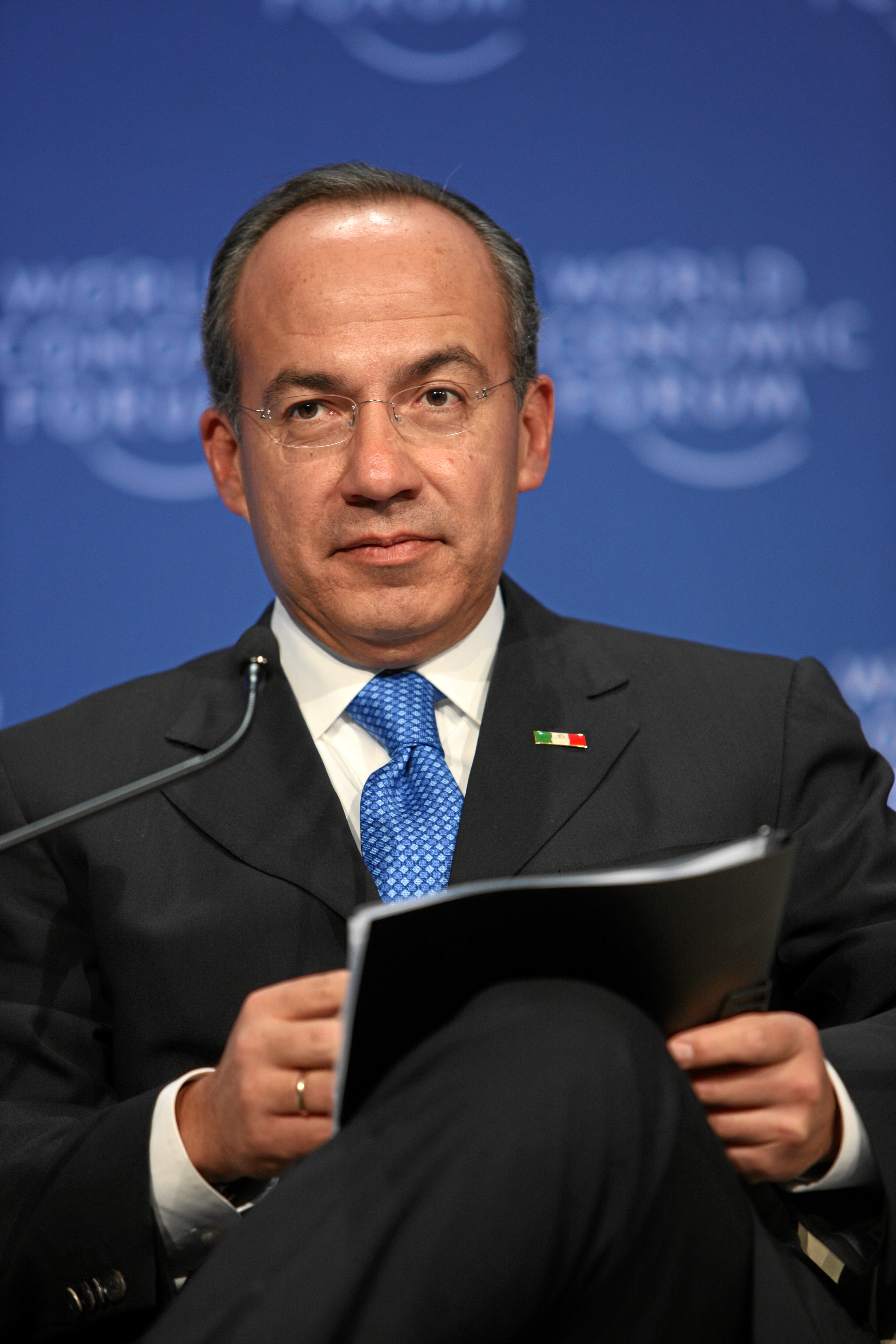
Felipe Calderón (2006-2012)
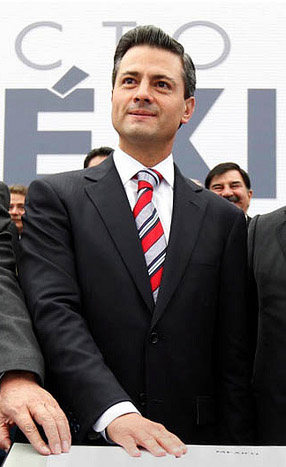
Enrique Peña Nieto (2012-2018)
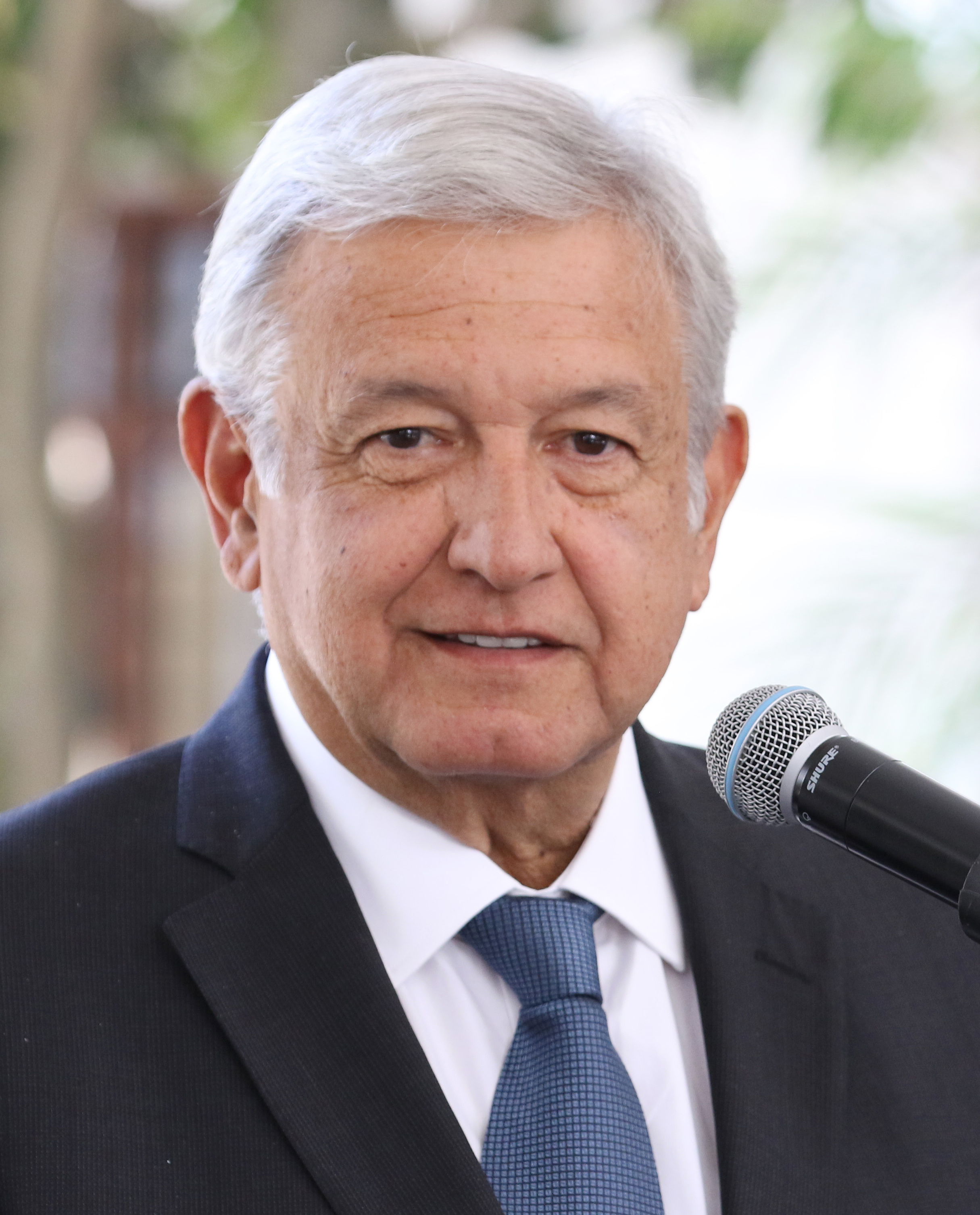
Andrés Manuel López Obrador (2018-2024)